# Salah Jadid

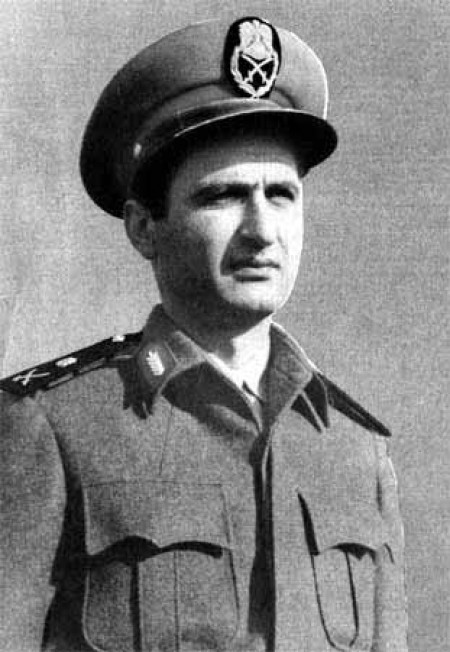
Salah Jadid

Salah Jadid (Arabisch: صلاح جديد) (Dweir Baabda (Gouvernement Latakia), 25 september 1926 – Damascus, 18 juli 1993) was een Syrisch politicus en militair.
Salah Jadid kwam uit een alawitische familie. Hij volgde een militaire opleiding en was aanvankelijk lid van de Pan-Syrische Syrische Socialistische Nationale Partij, maar sloot zich later aan bij de Ba'ath-partij en vormde in 1959 samen met Hafiz al-Assad het geheime Militaire Comité. Het comité was zeer gekant tegen de Verenigde Arabische Republiek (Egypte, Syrië en Jemen). In maart 1963 was hij een van de sleutelfiguren tijdens de Ba'ath-coup. In oktober van dat jaar werd Jadid gepromoveerd tot stafchef van het Syrische leger. Als gevolg van een machtsstrijd binnen de Ba'ath-partij, verloor Jadid in 1964 veel van zijn macht.
In februari 1966 pleegden leden van het Militaire Comité van de Ba'ath-partij, waaronder Jadid en Assad, een geslaagde coup waarbij de conservatieve Ba'athleiding, onder leiding van president Amin al-Hafiz, werd afgezet. Hoewel Jadid het presidentschap niet op zich nam, gold hij wel als de 'sterke man'.
Tijdens de Zesdaagse Oorlog (1967) leed het Syrische leger grote verliezen (Golanhoogten) en verzwakte de positie van Jadid. In februari 1969 werd Assad, die tot een rivaal van Jadid was verworden, staatshoofd van Syrië.
In september 1970 stuurde Jadid Syrische legereenheden naar Jordanië om de PLO daar te steunen tegen het Jordaanse regime. Deze actie werd echter niet gesteund door Assad, de president en bevelhebber van de luchtmacht. Assad liet Jadid op 12 november 1970 arresteren en gevangenzetten. Jadid werd in 1983 vrijgelaten.
Zijn broer Ghassan Jadid, was een van de leiders van de Syrische Socialistische Nationale Partij (SSNP).